# Hummelstown (Pennsylvanie)
Hummelstown est un borough situé au sud de la partie centrale du comté de Dauphin, en Pennsylvanie, aux États-Unis,. En 2010, il comptait une population de 4 538 habitants. Il est incorporé le 26 août 1864.

## Démographie
Lors du recensement de 2010, le borough comptait une population de 4 538 habitants. Elle est estimée, en 2019, à 4 854 habitants.

### Source de la traduction
- (en) Cet article est partiellement ou en totalité issu de l’article de Wikipédia en anglais intitulé « Hummelstown, Pennsylvania » (voir la liste des auteurs).